# Imigração dinamarquesa no Brasil
A imigração dinamarquesa no Brasil se deu do fim do século XIX até o começo do século XX, conjuntamente com outras imigrações europeias. O Brasil foi o segundo país a receber a maior quantidade de dinamarqueses na América Latina, perdendo apenas para a Argentina.
Por não se tratar de uma imigração oficial, os números de imigrantes podem variar. Estima-se que entraram no Brasil cerca de 5 mil dinamarqueses de 1864, após a Guerra dos Ducados, até a Primeira Guerra Mundial. 
As principais regiões onde os dinamarqueses se fixaram foram as regiões Sul e Sudeste. No estado de Minas Gerais, os dinamarqueses são os responsáveis por dar início à cultura do queijo no século XIX. Além disso, são encontrados dinamarqueses em Santa Catarina e Rio Grande do Sul, redutos de seus vizinhos alemães. 
O engenheiro e ornitólogo, paulista Johan Dalgas Frisch é filho de imigrantes dinamarqueses. Vale salientar a colônia dinamarquesa em São Paulo capital (vide Adam von Bülow, fundador da Antarctica, Henning Albert Boilesen e os irmãos velejadores Torben Grael e Lars Grael) e na região de São João da Boa Vista, por sinal, vizinha ao Estado de Minas Gerais, em cujo território os daneses criaram o queijo prato. 
O biólogo Richard Rasmussen também possui ascendência dinamarquesa.